# Gaston Litaize
Gaston Gilbert Litaize (Ménil-sur-Belvitte, Vosges, 1 augustus 1909 - Bruyères, Vosges, 5 augustus 1991) was een Frans organist en componist. Hij werd kort na zijn geboorte blind.

## Levensloop
Litaize was twaalf toen hij orgel leerde spelen bij Charles Magin. Hij vervolgde die studie aan het Institut National des Jeunes Aveugles (het blindeninstituut) in de klas van Adolphe Marty. Hij voltooide zijn studies aan het Conservatorium van Parijs bij Louis Vierne, Marcel Dupré, Georges Caussade en Henri Büsser. Hij werd er laureaat voor orgel, improvisatie, fuga en compositie.
Hij werd organist-titularis van het orgel in de kerk van Notre-Dame-de-la-Croix de Ménilmontant in Parijs, vervolgens in de Saint-Cloud en ten slotte, gedurende 45 jaar, in de Saint-François-Xavier in Parijs. Hij was ook leraar orgel aan het conservatorium van Saint-Maur-des-Fossés. Daarnaast was hij een zeer actief componist.
Voor het eerste internationaal orgelconcours dat in 1964 in Brugge werd gehouden in het kader van het Festival Musica Antiqua, was Litaize lid van de jury. Hij gaf tevens een concert op het orgel van de Sint-Salvatorskathedraal, met werk van verschillende Franse meesters en met tot slot een improvisatie, iets waarom hij beroemd was.

## Composities
Orgel
- Douze Pièces (1931-37)
- Grand-Messe pour tous les temps (1948)
- Noël basque (1949)
- Cinq Pièces liturgiques (1951)
- Passacaille sur le nom de Flor Peeters (1953)
- Vingt-quatre Préludes liturgiques voor orgel zonder pedaal (1953-55)
- Fugue sur l'Introït Da pacem (1954)
- Thème varié sur le nom de Victor Gonzales (1957)
- Messe basse pour tous les temps (1959)
- Messe de la Toussaint (1964)
- Prélude et danse fuguée (1964)
- Epiphanie (1984)
- Deux Trios (1984)
- Arches - Fantaisie (1987)
- Suite en forme de Messe (1988)
- Reges Tharsis - Méditation sur l'offertoire de l'Epiphanie
- Offerte vobis pacem (1991)
- Diapason - Fantaisie sur le nom de Jehan Alain

Orgel en andere instrumenten
- Passacaille voor orgel en orkest (1947)
- Cortège voor koperblazers en orgel (1951)
- Pentecôte - Triptyque voor twee orgels (1984):
- Diptyque voor hobo en orgel
- Triptyque voor hoorn en orgel
- Sonate à deux voor orgel vierhandig

Diverse werken
- Récitatif et thème varié voor klarinet en piano (1947)
- Missa solemnior voor vierstemmig koor en orgel (1954)
- Missa Virgo gloriosa voor sopraan, tenor en bas met orgel (1959)
- Magnificat voor zesstemmig koor en orgel (1967)